# Reinhard Adler
Reinhard Adler (* 9. Februar 1947) ist ein ehemaliger deutscher Fußballspieler.
Der offensive Mittelfeldspieler absolvierte in der Saison 1974/75 insgesamt zehn Spiele in der Bundesliga für Tennis Borussia Berlin. Zuvor war er beim KSV Hessen Kassel (Regionalliga Süd), bei SV Arminia Hannover (Regionalliga Nord) und in der Jugend beim RSV Seelze 51 aktiv.
Sein Debüt in der Bundesliga gab er am 24. August 1974 bei der 0:5-Auswärtsniederlage von Tennis Borussia Berlin gegen Eintracht Braunschweig im Alter von 27 Jahren. Sein letztes Spiel in der Bundesliga bestritt er am 14. Juni 1975 gegen den FC Schalke 04.